# Contea di Ju
La contea di Ju (莒县/莒縣S, Jǔ XiànP) è una contea della Cina, situata nella provincia dello Shandong e amministrata dalla prefettura di Rizhao.
L'area panoramica di Fulaishan (浮来山景区; 浮來山景區 Fúláishān Jǐngqū) si trova al confine occidentale della contea di Ju. È degno di nota per un antico albero di ginkgo che cresce nel cortile del Tempio di Dinglin (定林寺; Dìnglín Sì) e si ritiene abbia più di 3000 anni.

## Storia
Anticamente questi luoghi facevano parte del regno di Ju (莒国), che nel 431 a.C. fu conquistata dal regno di Chu. Poi divennero l'arena di lotta tra i regni di Chu e Qi, fino a quando entrambi furono conquistati dal regno di Qin, che unì tutta la Cina. Nell'impero Qin, queste terre divennero parte del distretto Lang ya (琅琊郡).
Dopo la fondazione dell'Impero Han Occidentale nel 201 a.C. La contea di Chengyang (城阳郡) si è formata qui. Nel 178 a.C. è stato trasformato in un'eredità Chengyang (城阳国). Sotto l'Impero Han Orientale, l'eredità fu trasformata nella Contea di Juxian.
Da allora, la contea è esistita per molti secoli, poi ha assorbito le terre circostanti, quindi assegnando nuove contee. Dopo che questi luoghi divennero parte dell'Impero Jin Jin, la contea fu subordinata alla regione di Juzhou (莒州). Sotto l'Impero Ming, la contea fu sciolta e le sue terre passarono sotto il controllo diretto delle autorità regionali; la regione stessa era subordinata al governo di Qingzhou (青州府).
Sotto l'Impero Qing, la regione di Juzhou nel 1730 fu elevata allo status di "amministrata direttamente" (cioè iniziò a riferire direttamente al governatore della provincia, aggirando il collegamento intermedio sotto forma di governo), ma nel 1734 fu creato il governo di Yizhou (沂州府) e la regione era subordinata a lei, diventando "innumerevole" (prima subordinata alle sue contee ora erano direttamente subordinate al governo). Dopo la rivoluzione di Xinhai, la Cina unificò le divisioni sub-provinciali e nel 1913 la provincia di Juzhou fu trasformata nella contea di Juxian.
Nel 1950, la regione speciale di Yishui (沂水专区) fu costituita come parte della provincia di Shandong, e la contea ne divenne parte. Nel 1953 fu sciolto e la contea divenne parte della regione speciale di Linyi (临沂专区). Nel 1967, la regione speciale di Linyi fu ribattezzata Contea di Linyi (临沂地区).
La contea di Juxian è stata trasferita al distretto di Rizhao nel 1992.

## Gente famosa
Liu Xie
Liu Xie (circa 467-539) è Monaco, politico e scrittore cinese, vissuto a Dongguan durante le dinastie del nord e del sud, che è lo scrittore di "Wenxindiaolong".
Song Ping
Song Ping, nato a Luozhuang Zhaoxian nel 1917, si è laureato al College of Agriculture dell'Università di Pechino, studi presso la Tsinghua University nel 1936. È entrato a far parte del Partito Comunista Cinese nel 1937. Nel giugno 1989, è stato eletto Comitato Permanente del Politburo nel PCC Quarta Sessione Plenaria della Tredicesima.